# 최중근
최중근(1940년 4월 1일 ~ )은 대한민국의 정치인이다. 제12대 남원시장을 역임했다.

## 학력
- 용성초등학교
- 남원용성중학교
- 남원농업고등학교(현 남원용성고등학교)
- 한양대학교 공과대학 토목공학과
- 한양대학교 대학원 토목공학 석사

## 역대 선거 결과
|  | 47.43% |

|  | 32.72% |